# Stručni rad
Stručni radovi, vrste stručnog djela. Da bi nešto bilo stručni rad, mora zadovoljavati ove uvjete:
- daje pregled znanja unutar odredenog područja
- prolaze recenziju (eng. peer review)
- sadržaj časopisa kontrolira uredništvo časopisa
- poželjno je da časopis ima ISSN

Znanstveni, stručni i pregledni rad se razlikuju. Stručni rad sadržava već poznate, objavljene rezultate znanstvenoga istraživanja i težište usmjerava na njihovu primjenu u praksi ili na njihovo širenje (obrazovna svrha). Stručni rad sadrži korisne priloge iz područja struke koji nisu vezani uz izvorna autorova istraživanja, a iznesena zapažanja ne moraju biti novost u struci. Moraju biti napisani na sustavan i razumljiv način, u skladu s čitateljskim profilom.